# شیه (مجارستان)
شِیه (به مجاری:  Sellye) یک شهر در مجارستان است که در ناحیه شیه واقع شده‌است و ۲۵٫۱۸ کیلومتر مربع مساحت و ۲٬۹۱۱ نفر جمعیت دارد.

## خواهرخوانده
شهرهای گناس اشتیریا و گروبیشنو پلیه خواهرخوانده‌های شِیه هستند.